# تويفو أرو
تويفو أرو (بالفنلندية: Toivo Aro) هو غطاس فنلندي، ولد في 9 فبراير 1887، وتوفي في 8 أكتوبر 1962.

## وصلات خارجية
- تويفو أرو على موقع اللجنة الأولمبية الدولية (الإنجليزية)
- تويفو أرو على موقع أوليمبيديا (الإنجليزية)